# شائول بخاش
شائول بخاش (۱۳۱۶ ه‍.ش) استاد زبان و فرهنگ پارسی در دانشگاه جرج میسون آمریکا است. وی همچنین عضو بنیاد تحقیقاتی پرینستون است.

## زندگی
شائول بخاش در سال ۱۳۱۶ خورشیدی در ایران به دنیا آمد. او از یهودیان ایرانی است.
او لیسانس خود را از دانشگاه تهران دریافت داشت و در ابتدای دهه ۴۰ به استخدام روزنامه «کیهان انگلیسی» درآمد. وی فوق لیسانس خود را از هاروارد در ایالات متحده آمریکا و مدرک دکترای خود را از دانشگاه آکسفورد در کشور انگلستان دریافت نمود.
شائول بخاش، دارای تابعیت آمریکایی، و همسر هاله اسفندیاری، مدیر بخش مطالعات خاورمیانه، مؤسسه  غیردولتی وودرو ویلسون است.

## ادعای مرکز بررسی اسناد تاریخی ایران
بنا بر ادعای مرکز بررسی اسناد تاریخی ایران، اسناد منتشر شدهٔ ساواک توسط وزارت اطلاعات ایران، وی با حمایت پرویز ثابتی (سخنگوی ساواک) و به عنوان «عامل اطلاعاتی» در سازمان برنامه و بودجه وقت استخدام شده‌است. همچنین بر حسب ادعای روزنامه دولتی جمهوری اسلامی، «حمایت صریح وی از اسرائیل در «جنگ اعراب و اسرائیل» باعث اعتراض سفارت‌خانه‌های عربی بوده به طوری که وی مقالات خود را با نام «آلفرد» امضا می‌کرده‌است.»

## آثار
- شائول بخاش (۱۳۵۷(۱۹۷۸میلادی))، Iran: Monarchy, Bureaucracy and Reform Under the Qajars, 1858-1896 (با موضوع تاریخ قاجار)، انتشارات Ithaca press لندن تاریخ وارد شده در |سال= را بررسی کنید (کمک)
- شائول بخاش (۱۳۶۱(۱۹۸۲میلادی))، The Politics of Oil and Revolution in Iran (با موضوع تاریخ جنبه‌های سیاسی اقتصاد)، انتشارات Brookings Institute واشینگتن تاریخ وارد شده در |سال= را بررسی کنید (کمک)
- شائول بخاش (۱۳۶۵(۱۹۸۶میلادی))، Reign of the Ayatollahs: Iran and the Islamic Revolution (با موضوع تاریخ انقلاب اسلامی)، انتشارات Basic Books نیویورک تاریخ وارد شده در |سال= را بررسی کنید (کمک)